# Magda Jevnikar
Magda Jevnikar, profesorica, slovenistka, kulturna delavka, * 3. september 1956, Trst.

## Življenje in delo
Magda Jevnikar se je rodila v Trstu, oče je bil Martin, univerzitetni profesor, mati Neda (rojena Abrami), profesorica. Slovensko osnovno in srednjo šolo je obiskovala v Trstu, nato se je vpisala na Klasični licej France Prešeren v Trstu, kjer je maturirala leta 1975. Obiskovala je Univerzo v Trstu in diplomirala leta 1980 z disertacijo Razpravljanja o italijanski literaturi v slovenskih revijah v Trstu (1945–1980). Takoj je začela s poučevanjem, najprej na slovenskih nižjih srednjih šolah v Trstu slovenščino, zgodovino in zemljepis. Naredila je usposobljenostni izpit tako za srednje kot višje šole, stalno službo pa je dobila leta 1984 na slovenskem državnem Tehničnem trgovskem zavodu Žiga Zois v Trstu, kje je poučevala slovenščino, zgodovino in državljansko vzgojo do upokojitve leta 2018.
Magda Jevnikar se je zgodaj vključila v skavtsko organizacijo (STS – Slovenske tržaške skavtinje), kjer je bila voditeljica in je mnogo let pisala v skavtsko glasilo Jambor. Od vedno ji je bila zelo všeč likovna umetnost (kot otrok je stanovala v isti hiši kot Avgust Černigoj in ni mogla mimo njega, da se ne bi kaj pošalil). Njena prateta Ema Abram je bila slikarka in je bila zato njena hiša polna slik. Tako je od leta 1983 Magda Jevnikar začela pisati likovne ocene za Radio Trst A, za isto radijsko postajo je napisala tudi vrsto črtic in nize oddaj o umetnosti ali potovanjih. Pisala je še za Literarne vaje, Pastirček, Novi list, Primorski dnevnik, Novi glas, Zaliv, koledar Goriške Mohorjeve družbe, a še posebno za Mladiko, kjer objavlja ogromno recenzij razstav in portrete najrazličnejših umetnikov.
Iz italijanščine v slovenščino je prevedla dve knjigi, in sicer leta 2008 knjigo Pina Rovereda  Sporoči mi  in leta 2014 knjigo Marte Ascoli Auschwitz je tudi tvoj, ki je doživela tri ponatise. Večkrat piše tudi spremne besede in uvode v več publikacij, redno sodeluje pri predstavitvah knjig in na posvetih.
Od leta 2010 je Magda Jevnikar članica komisije, ki podeljuje literarno nagrado vstajenje.